# Арсенал (фильм)
«Арсена́л» — советская немая кинопоэма режиссёра Александра Довженко. В основе революционной эпопеи трагедия январского восстания в Киеве в 1918 году. Второй фильм так называемой «украинской трилогии» Довженко («Звенигора», «Арсенал», «Земля»). Фильм также известен под названием «Январское восстание в Киеве в 1918 году».

## История создания
В 20-е годы историко-революционная тематика была одной из главных тем кино. Лесь Курбас поставил в 1925 году фильм «Арсенальцы». И через два года здесь же на Одесской кинофабрике Всеукраинского фотокиноуправления Довженко приступил к съёмкам фильма на ту же тему по собственному сценарию. В 1918 году 23-летний Александр Довженко служил добровольцем в армии Украинской Народной Республики и сам участвовал в штурме завода «Арсенал».
Известны притязания одессита Миколы Патлаха, участника и описателя Январского восстания 1918 года в Киеве, обвинившего Довженко в плагиате сценария «Арсенал».

## Сюжет
Действие начинается на оккупированной немецкими войсками Украине, от эпизодов последних месяцев Первой мировой войны и крушении поезда с демобилизованными повествование переходит к событиям на киевском оружейном заводе «Арсенал», где центральной фигурой становится вернувшийся с фронта большевик Тимош. Январское восстание рабочих в Киеве, их противостояние с бандами гайдамаков, служащих буржуазной Раде Украинской Народной Республики, и жесточайшая расправа над восставшими.

## В ролях
| Актёр                   | Роль                                                            |
| ----------------------- | --------------------------------------------------------------- |
| Семён Свашенко          | Тимош (ранее играл в фильме Л. Курбаса «Арсенальцы»)            |
| Георгий Харьков         | красноармеец                                                    |
| Амвросий Бучма          | немецкий солдат в очках                                         |
| Дмитрий Эрдман          | немецкий офицер                                                 |
| Сергей Петров           | немецкий солдат                                                 |
| Константин Михайловский | националист                                                     |
| Александр Евдаков       | Николай II                                                      |
| Андрей Михайловский     | националист                                                     |
| Борис Загорский         | убитый солдат (в титрах не указан)                              |
| Николай Кучинский       | Петлюра (в титрах не указан)                                    |
| Иван Маликов-Эльворти   | немецкий солдат (в титрах не указан)                            |
| Осип Мерлатти           | актёр Садовский (в титрах не указан)                            |
| Николай Надемский       | чиновник с ведром / националист с лопаткой (в титрах не указан) |
| Пётр Масоха             | рабочий (в титрах не указан)                                    |
| Т. Вагнер               | сестра милосердия (в титрах не указана)                         |
| Лучано Альбертини       | Рафаэль (в титрах не указан)                                    |
| Юрий Шумский            | улыбающийся солдат (в титрах не указан)                         |

## Съёмочная группа
- Сценарист и режиссёр: Александр Довженко
- Оператор: Даниил Демуцкий
- Художники: Иосиф Шпинель, Владимир Мюллер
- Ассистент режиссёра: Лазарь Бодик

## Критика
Фильм вышел на экраны Киева 25 февраля 1929 года, на московские — 26 марта того же года.
 «Арсенал» вызвал положительные отзывы в США и был запущен в небольшом количестве в западноевропейском кинопрокате, но в сокращенной на 150 метров версии (Прага и Берлин).
Экспрессионистическая образность, совершенная операторская работа и оригинальная драматургия вывели фильм далеко за рамки обычной пропаганды и сделали его украинским произведением, входящим в классику мирового немого кино. Среди картин Довженко эта одна из самых богатых на кинематографические находки: провокации зрителя, психологические паузы, работа с непрофессиональными актёрами.

…Метод исторической символики, раскрытый в «Арсенале», окажется, вероятно, центральным в создании советских исторических картин на ближайшее время. В этом его огромное значение, далеко выходящее за границы украинской кинематографии.
— Адриан Пиотровский «Жизнь искусства» 1929 № 16
Трактовка событий в фильме была неоднозначной. Одни находили его уступкой власти, которая после выхода фильма «Звенигора» не прекращала обвинять Довженко в национализме. Другие считали картину косвенным упреком националистам в том, что они потеряли Украину, ведь сам Довженко был участником боёв на «Арсенале», как рядовой армии Украинской народной республики. О событиях он рассказывает с большой достоверностью и искренностью, отчего это стопроцентно большевистское произведение не теряет ощущения сожалений автора по утраченному.
В книге «Репрессированное Возрождение» о работе Довженко автор пишет следующее:

Чтобы разрешить себе дальнейшую работу в кино, Довженко должен изобразить во втором своем фильме «Арсенал» (1929) политическую концепцию Москвы, изобразив восстание против Центральной Рады, которую Довженко сам же и защищал в 1917—18 годах. Эта концепция, как видно это и по намекам в его «Автобиографии», причиняла ему «большую боль». И всё же Довженко показал красноречивыми средствами экспрессионизма красоту и силу украинского человека, бессмертно стоящего в средоточии самой смерти.
— Юрий Лавриненко «Репрессированное Возрождение» 1959

## Версия 1972 года
- К восстановленному в 1972 году на киностудии «Мосфильм» фильму композитором Вячеславом Овчинниковым написана оригинальная музыка[7].